# Torre Suecia
La Torre Suecia de Madrid (España) está situada en el distrito de Arganzuela, concretamente en la calle Retama. Se trata de una construcción realizada en el año 1993 por Ricardo Bofill y Fernando Caballero. Por la localización, en el llamado Cerro de la Plata, la construcción tenía una serie de limitaciones, como que las dimensiones de las parcelas de oficinas fuesen de 30 x 30 metros. Cada una de las fachadas es semejante salvo la trasera, donde se localizan las escaleras del edificio. El edificio es un ejemplo del uso del cristal en oficinas como elemento característico introducido en Madrid a comienzos de la década de los años 1970. Uno de los primeros ejemplos en este estilo fue el Edificio La Unión y el Fénix, de 1971, ocupado en la actualidad por la Mutua Madrileña.